# Педики Южного Парка
«Педики Южного парка» (англ. South Park Is Gay) — 8 эпизод 7 сезона (№ 104) сериала «Южный парк», премьера которого состоялась 22 октября 2003 года. Название эпизода является непереводимым каламбуром: «South Park is gay» значит одновременно «Голубой Саут-Парк» (что соответствует содержанию серии) и «весёлый South Park». В списке Comedy Central «10 эпизодов „Южного парка“, которые изменили мир» он занял 4 место.

## Сюжет
Стэн, Картман и Кенни стоят на остановке, одетые в новую одежду. К ним подходит одетый как обычно Кайл; те начинают над ним смеяться, и он узнаёт, что среди мальчиков Саут-Парка всё большую популярность завоёвывает новая мода — метросексуальность, которую они понимают как постоянную заботу о собственной внешности и стремление стать геями. Друзья помогают Кайлу также переодеться в соответствии с новыми веяниями, но после внутренней борьбы он отказывается меняться в угоду глупой моде. Его начинают травить в школе, он вступает в перепалку с Крэйгом и его компанией, которые обвиняют его в том, что он не хочет быть как гей. Стэн не заступается и предаёт его. Когда все расходятся, подходит Шеф и Кайл признаётся, что не чувствует себя метросексуальным. Шеф советует Кайлу оставаться собой.
Кайл приходит домой; Шейла и Джеральд замечают следы побоев, и Кайл объясняет им, в чём дело. Джеральд идёт разбираться к Маршам, и там встречает Рэнди и других мужчин города одетыми в точности по такой же моде. Он понимает, что мода, которую спровоцировали многочисленные сериалы о гей-культуре по телевидению, становится всё популярнее, и сам становится метросексуалом. Женщины города рады, что их мужья и сыновья стали больше следить за своим внешним видом.
Мистер Гаррисон с мистером Мазохистом приходят на вечеринку и видят, что все мужчины ведут себя как геи. Гаррисон пытается заигрывать с некоторыми из них, но те объясняют, что остаются натуралами и только ведут себя, как геи. Мистер Гаррисон возмущён: получается, что натуралы украли гей-культуру и пытаются присвоить её себе.
Кайлу надоедают издевательства из-за его внешнего вида, и он решает отправиться в Нью-Йорк, чтобы убить ведущих самой популярной передачи про голубых. В поезде он встречает мистера Гаррисона и мистера Мазохиста, едущих туда же с той же целью. Тем временем в новой передаче планируется сделать метросексуалом президента США. Добравшись до студии, мистер Гаррисон (после неудачной попытки убийства) произносит перед ведущими-геями речь о том, что они вредят собственной культуре. Те, однако, игнорируют его слова, и он догадывается, что они вовсе не геи. Неожиданно ведущие скидывают с себя костюмы людей и объясняют, что на самом деле они — люди-крабы (англ. Crab People), которые долгое время жили под землёй, но теперь хотят сделать всех мужчин Земли слабыми и захватить её. Они берут в плен Гаррисона, Мазохиста и Кайла и переодевают их людьми-крабами и начинают передачу, в которой делают президента метросексуалом. В Саут-Парке женщины перестают радоваться новому стилю поведения мужчин: те всё больше помешиваются на своём внешнем виде и ни на что другое не способны. Тогда женщины являются в ту же студию и избивают «ведущих» палками; когда продюсер начинает возмущаться, люди-крабы вылезают из человеческих оболочек и умирают. Продюсер благодарит жителей Саут-Парка и решает вместо передач про геев запустить сериал в стиле латино.
В финале эпизода город захватила мода на латиноамериканский стиль. В школе Стэн, Кенни и Картман зовут Кайла поиграть в футбол; тот в ответ начинает произносить речь о том, как они от него отвернулись, но ребята говорят ему: «Не веди себя как педик» — и уходят. Кайл молча стоит в одиночестве, затем чертыхается и бежит играть с остальными в футбол.

## Пародии
- Queer Eye for the Straight Guy — реально существующее телешоу, получившее в 2004 году «Эмми». Заставки, в которых Кайла переодевают метросексуалом и человеком-крабом, пародируют заставку этой программы. Boy Meets Boy является пародией на реальное шоу Boy Meets Girl.
- Это не первый эпизод, когда Картман предлагает «убить Кайла» (первый раз это произошло в эпизоде Туалетная бумага).
- Внешний вид метросексуального Кайла очень напоминает Мика Хакнэлла из группы Simply Red.
- Сцена, в которой Кайл и мистер Гаррисон одновременно приходят к идее убить ведущих телепрограммы, напоминает эпизод из фильма Монти Пайтон «Житие Брайана», в котором две группы повстанцев одновременно приходят к мысли убить жену Понтия Пилата.
- Такая же раса людей-крабов присутствует в игре Seven Kingdoms The Fryhtan Wars, они назывались каршуфы.

## Факты
- Идея с «людьми-крабами» придумана сценаристами «Южного парка» вместе со Стоуном и Паркером[1] как самый плохой сюжетный ход, который только можно использовать. В итоге люди-крабы были использованы в этой серии[2], а позже упоминались ещё в двух эпизодах — «В погоне за рейтингами» и «За два дня до послезавтра».
- Одним из значений словосочетания «gay people» является «весёлые люди», а «crab people» можно перевести как «раздражительные люди».
- Кайлу не нравится, что его волосы стригут, хотя в предыдущих эпизодах упоминалось, что он ненавидит свою причёску[3]. Это третий эпизод, где видна его причёска без шапки.
- Когда Кайла делают метросексуалом и человеком-крабом, играет песня «All Things (Just Keep Getting Better)» Widelife.
- Это второй эпизод, где Кайл не идёт в ногу с модой. Первым был Чинпокомон.
- Сцена появления Кайла, мистера Гаррисона и мистера Мазохиста в номере ведущих шоу отсылает к фильму «Святые из Бундока».
- Это одна из серий, в которых видны светлые волосы Кенни. Остаётся загадкой, где он взял деньги на новую, модную и дорогую одежду.
- Этот эпизод под номером 708, однако в сериале «Гриффины» под таким же номером существует эпизод «Семейный Гей», в котором тоже затрагиваются гомосексуальные отношения.

## Отсылка
В этом эпизоде присутствует отсылка к эпизоду Забастовка уродов где Баттерсу во время того как он обманывает уродов рассказывают как они вычислили человека краба когда  на самом деле оказался обычным крабом